# 벨기에의 국장

벨기에의 대형 국장

벨기에의 중형 국장

벨기에의 소형 국장

벨기에의 국장은 1837년 3월 17일에 제정되었다. 벨기에의 국장은 대형 국장과 소형 국장 두 가지로 나누어 사용한다.

## 대형 국장
대형 국장은 벨기에의 법률, 벨기에가 체결한 국제적인 조약, 협정서에서 사용된다.
왕관이 올려진 빨간색 망토 가운데에는 벨기에의 전통적인 사자 문양이 그려진 검은색 방패가 그려져 있다. 방패 위에는 왕관이 올려져 있으며 방패 양쪽에는 벨기에의 국기를 든 두 마리의 금색 사자가 그려져 있다.
빨간색 망토는 군주국을 의미하며, 사자 두 마리와 방패 아래에 있는 리본에는 벨기에의 나라 표어인 "단결이 힘이다"(프랑스어: "L'union fait la force", 네덜란드어: "Eendracht maakt macht")라는 문구가 쓰여 있다. 대형 국장 가운데에 그려져 있는 방패의 색상은 벨기에의 국기를 구성하는 색이다.
망토 위쪽에는 벨기에를 구성하는 9개의 주(현재는 10개 주, 왼쪽에서부터 차례대로 안트베르펜주, 베스트플란데런주, 오스트플란데런주, 리에주주, 브라반트주, 에노주, 림뷔르흐주, 뤽상부르주, 나뮈르주)을 의미하는 9개의 깃발이 장식되어 있다.

## 소형 국장
소형 국장은 벨기에 연방 정부에서 사용된다.
소형 국장 가운데에는 벨기에의 전통적인 사자 문양이 그려진 검은색 방패가 그려져 있다. 방패 위에는 왕관이 올려져 있으며 방패 뒤쪽에는 엇갈린 채로 놓여 있는 두 개의 홀이, 방패 둘레에는 레오폴 훈장이 장식되어 있다.
방패 아래에 있는 리본에는 벨기에의 나라 표어인 "단결이 힘이다"(프랑스어: "L'union fait la force", 네덜란드어: "Eendracht maakt macht")라는 문구가 쓰여 있다.